# Truskolaska
Truskolaska – wysunięty najbardziej na wschód szczyt Pasma Jeleniowskiego w Górach Świętokrzyskich, o wysokości 448,2 m n.p.m. Porośnięty lasem jodłowo-bukowym. U stóp góry, od strony wschodniej, znajdują się źródła rzeki Opatówki.
Przez górę przechodzi  Główny Szlak Świętokrzyski im. Edmunda Massalskiego z Gołoszyc do Kuźniaków.
Po Truskolaskiej przebiega granica gmin: Baćkowice i Sadowie.